# 보리스 비앙
보리스 비앙(Boris Vian, 1920년 3월 10일 ~ 1959년 6월 23일)은 프랑스의 작가, 시인, 음악가, 가수, 번역가, 비평가, 배우, 발명가, 공학자이다.

## 생애

### 성장 과정
1920년 파리 교외의 빌-다브레이에서 태어났다. 이후 프랑스의 명문 공과대학 에콜 상트랄 파리에 입학, 토목기사 학위를 취득한다.
학위를 살려, 프랑스 표준화협회에 취직했지만 보잘 것 없는 일이 대부분인 한직이었기 때문에, 비앙 자주 한가함에 몸서리쳤다. 제2차 세계 대전중인 비앙은 자신의 동료를 풍자하는 소책자의 출판과 작곡에 빠져 있었다.

### 집필 작가로서
1940년대 후반부터 1950년대 초반에 걸쳐 비앙은 10권의 소설을 집필했다.
'버논 설리반'이라는 미국식 필명으로 발행된 하드 보일드 스릴러 소설 4편은 돈을 벌기 위해 집필되었다. 특히 설리번 명의의 데뷔작 "무덤에 침을 뱉어라 (J'irai cracher sur vos tombes)"가 유명하다.
발행인이었던 친구에게 당시 프랑스에서 유행하기 시작했던 미국의 하드 보일드 소설을 번역하도록 요청받은 비앙은 "번역 정도라면 내가 직접 작성하는 것이 빠르다"며 "무덤에 침을 뱉어라"를 단기간에 써내려 가며, 도회(韜晦) 취미의 표현으로 흑인 탈영병을 자칭하고 출판했다. 차별자인 백인에 대한, 증오에 불타는 흑인 청년의 잔혹한 복수를 그린 이야기는 대중에게 호평을 받았지만 저속한 폭력 소설로 규탄되어 법정 소송으로 발전하는 등 작품으로 평가 이외의 점에서 깜짝 놀랄만한 이름을 날렸다. 결국 재판에 패소한 비앙은 "무덤에 침을 뱉어라"의 발행 부수 (100,000 부)에 비례하여 100,000 프랑의 벌금을 부과받는다. 이후에도 비앙의 과격한 통속적 작품은 종종 출판 금지 조치를 당했다. 파리의 호텔에서 매춘부의 잔혹한 시체가 발견된 시체 옆에 이 책이 있었던 것도 한 이유였다.
한편 비앙 명의로는 자신이 선호하는 전위적인 작품 ("심장 빼기 (L'Arrache-cœur)"나 "붉은 잔디 (L'Herbe rouge)","베이징의 가을 (L'Automne à Pékin)")을 잇달아 발표해나갔다. 연애 소설 "일상 거품 (L'Écume des jours)"도 집필하였다. 1946년에 발표된 "일상 거품"으로는 플레이 야드 문학상을 노렸지만 결승전에서 낙선했다. 이 일이 상징하는 것처럼, 비앙 명의 작품은 일반적으로 주목받지 못하고 평론가로부터 혹평을 받았다. 그동안 표준화협회에서 은퇴하고 문필업으로 생활해 나가게 되었다.
비앙은 프랑스에서 처음 레이먼드 챈들러의 번역을 다룬 공적으로도 알려져 있다. 그 당시 프랑스에서는 드물게 비앙은 미국 대중 문화에 대해 잘 알고 있었다.

### 재즈 트럼펫 연주자로
성과를 얻을 수 없는 장편소설의 창작 활동에 신물이 났다. 비앙은 연극과 단편소설이나 노래 등의 창작에 대해 열중하였다. 1958년 다리우스 미요와 오페라 축제에서 공연하는 등 비전문가이면서 전문가 수준의 활약상을 보였다. 비앙은 파리의 생 제르맹 데 프레의 '타부 (Tabou)'라는 클럽에서 자주 연주했다 (현재 클럽은 존재하지 않는다). 당시 비앙의 시 중에서도 'trompinette'이라는 즐겨 부르던 포켓 트럼펫으로 연주하고 있었다.
비앙의 가장 유명한 샹송 작품은 인도 차이나 전쟁 중에 작사한 반전 노래 "탈영병 (Le Déserteur)"(작곡 : H.B. 베르그, Harold Bernard Berg)이다. 이 노래는 프랑스의 사람들에게 널리 애창되었으나, 당시 라디오에서 방송 금지곡이 되었다.
비앙의 노래는 세르주 레지아니 줄리엣 그레코, 나나 무스쿠리, 이브 몽탕, 마가리 노엘 앙리 살바도르 등 다양한 아티스트들이 커버하였다. 세르쥬 게인 등은 "무대에서 보리스 비앙 만나고 나서, 자신도 실력을 발휘해서 작곡을 해보자고 생각했다"고 말했다.
재즈 팬이었던 비앙은 듀크 엘링턴과 마일스 데이비스 등 파리를 방문한 재즈 아티스트들과 프랑스의 가교적인 존재로 활동했다. 또한, 프랑스의 재즈 잡지('르 재즈 오트'나 '파리 재즈' 등)에 프랑스와 미국 양 쪽의 재즈를 다룬 수많은 평론을 집필했다. 그러나 대체로 흑인 재즈야말로 진정한 재즈로 여기는 경향이 강했고, 백인 재즈 연주자에게는 신랄한 비판을 나타냈다.
비앙은 평생 미국을 방문한 적은 없었지만, 미국에 대한 동경은 강하여, 재즈와 미국을 다룬 소재가 작품의 대부분을 차지하고 있다.

### 급사
비앙은 오랜 심장에 결함을 안고 있었으며, 부정맥을 앓고 있었다. 트럼펫을 부는 것은 심장 질환을 앓고 있던 비앙에게 위험한 일이었지만, 본인은 개의치 않았다. 오히려 자신이 "40이 되기 전에 죽을 거야"라고 늘 말하였어서 단명을 예감하고 있던 것 같다.
1959년 6월 23일 아침, 논쟁의 대상이 되었다 영화화된 "무덤에 침을 뱉어라 (J'irai cracher sur vos tombes)"의 시사회를 위해, 비앙은 영화관 마루붓후 안에 있었다. 비앙은 프로듀서와 작품의 해석을 둘러싸고 여러 번 충돌해왔다. 그리고 그날도 엔딩 크레딧에 흐르는 제작 관계자 이름에서 자신의 이름을 빼고 싶어했던 비앙은 이 영화를 비난했다.
영화가 시작하고 몇 분 후에 소문에 의하면 비앙은 이렇게 말했다고 알려져 있다. "이 녀석들은 미국인이 되었다고 생각하는 것일까? 바보 취급하고 말야!"
그 직후 갑작스러운 심장 마비를 겪었다 비앙은 좌석에서 쓰러져 병원으로 이송되는 도중에 숨을 거뒀다. 겨우 39세의 나이로 사망했다.
남겨진 아들인 패트릭 비앙도 음악가로 활동하였다.

## 같이 보기
- 실존주의